# Flavius Longinus
Flavius Longinus (periode 474-492), was de broer van keizer Zeno van Byzantium en werd tweemaal consul, in 486 en 490.
Hij was afkomstig uit Isaurië, Isauriërs werden beschouwd als bararen. Hij was getrouwd met Valeria en samen hadden ze een dochter Longina.
Toen zijn broer, de keizer Zeno werd afgezet door Basiliscus, werd Longinus gevangengenomen door generaal Illus en voor tien jaar opgesloten. Toen Illus van kamp veranderde en partij koos voor keizer Zeno, weigerde hij zijn vrijlating. Dit leidde tot de belegering van fort Papurius (484-488), waar Illus en usurpator Leontios I zullen sterven.
Na zijn vrijlating (485), werd hij verheven tot magister militum praesentialis, nadien werd hij tweemaal consul, in 486 en in 490.
Bij de dood van Zeno (491), was Longinus een van de mogelijke kandidaten voor de opvolging, maar zijn Isaurische afkomst, speelde hem parten.  Ariadne, Zeno's weduwe koos voor Anastasius I, een hoge ambtenaar van goede afkomst.
Longinus kwam in opstand, bekend als de Isaurische Oorlog. In 492 werd Longinus gevangengenomen en verplicht het klooster in Thebaid (Egypte), in te treden. De oorlog zal nog vijf jaar verder duren, maar van Longinus is nooit meer gehoord.